# Penna Tervo
Pour les articles homonymes, voir Tervo.
Penna Tervo (né le 10 novembre 1901 à Viipuri et mort le 26 février 1956 à Tuusula) est un banquier et homme politique finlandais,,.

## Biographie
En 1925-1927, il est journaliste de la revue Kansan Työ à Viipuri, de 1927-1940 secrétaire de la coopérative de Viipuri.
De 1948-1952, il est rédacteur en chef de Demokraatti.
En 1955-1956, il est membre du Directoire de la Banque de Finlande.

## Carrière politique
Penna Tervo est député SDP de la Circonscription de la vallée de la Kymi du 6 avril 1945 au 26 février 1956,.
Il est ministre du Commerce et de l'Industrie des gouvernements Kekkonen II (17.01.1951–19.09.1951), Kekkonen III (20.09.1951–08.07.1953) et Törngren (05.05.1954–19.10.1954).
Il est aussi ministre des Finances du gouvernement Kekkonen V (20.10.1954–26.02.1956),.
Penna Tervo est l'un des "frères d'armes socialistes", mais il entrera en conflit avec Väinö Leskinen sur la politique sportive sociale-démocrate. Ce facteur déclenchera les querelles au sein du parti social-démocrate qui conduiront à sa division quelques années plus tard.